# West Vancouver
West Vancouver é um distrito municipal de Colúmbia Britânica, no Canadá, localizado ao noroeste de Vancouver e faz fronteira com North Vancouver a leste.
West Vancouver tem população de 42 131 (censo de 2006). O prefeito é Michael Smith. O distrito foi uma das subsedes dos Jogos Olímpicos de Inverno de 2010 sediando o snowboarding e o esqui estilo livre, as outras subsedes foram Richmond e Whistler.

## História
O distrito municipal foi formado em 15 de Março de 1912, depois da separação com North Vancouver. A primeira eleição municipal foi feita em 6 de abril de 1912. Em novembro de 1938, a Ponte Lion's Gate foi aberta para tráfego, permitindo crescimento extensivo da comunidade, antes só acessível por meio de balsas.

## Indústria
West Vancouver, por lei, não tem indústria.

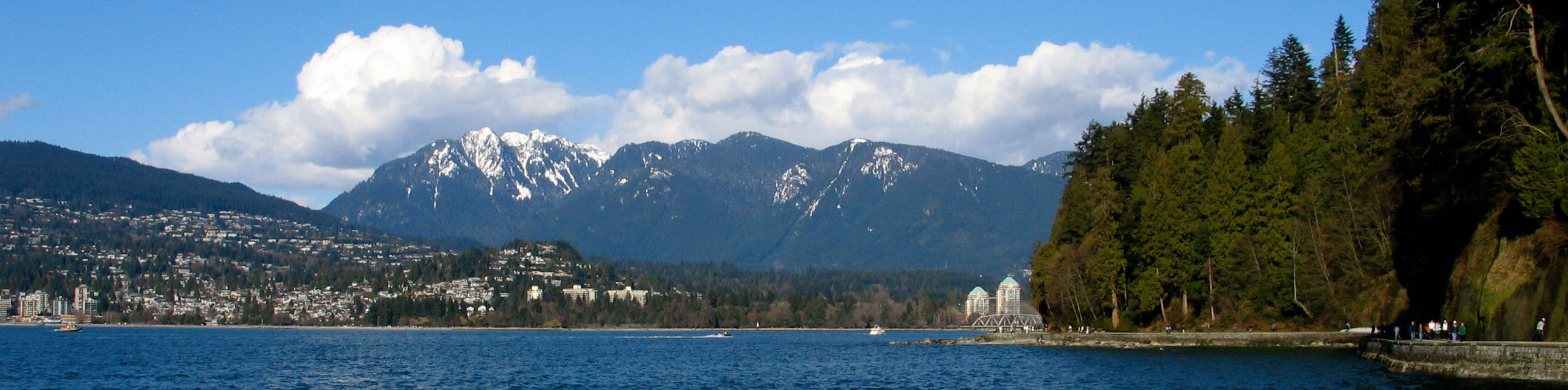
West Vancouver vista do Stanley Park

## Demografia

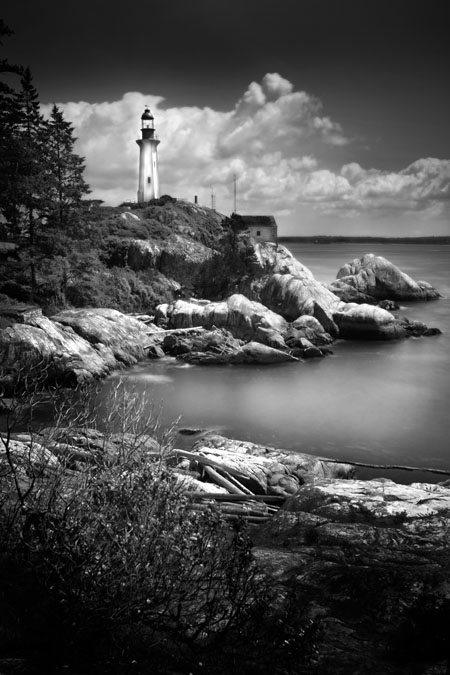
Farol em Point Atkinson

### População
De acordo com o censo de 2006, West Vancouver tem uma população de 42 131.

### Religião
- Sem religião: 29,3%
- Anglicano: 17,5%
- United Church: 17,5%
- Católico: 13,7%
- Muçulmano: 5,9%

Fonte: 2001 Census Profile, BC Stats

### Idioma
- Inglês: 74,5%
- Francês: 4,4%
- Línguas não-oficiais e minoritárias (ex: chinês): 23,7%